# Liste der Biografien/Laq
Liste der Biografien |
Portal Biografien |
Personensuche
# |
A |
B |
C |
D |
E |
F |
G |
H |
I |
J |
K |
L |
M |
N |
O |
P |
Q |
R |
S |
T |
U |
V |
W |
X |
Y |
Z |
?
 
La |
Lb |
Lc |
Le |
Lg |
Lh |
Li |
Lj |
Ll |
Lm |
Lo |
Lp |
Lt |
Lu |
Lv |
Lw |
Lx |
Ly |
Lz
 
Laa |
Lab |
Lac |
Lad |
Lae–Lah |
Lai |
Laj |
Lak |
Lal |
Lam |
Lan |
Lao |
Lap |
Laq |
Lar |
Las |
Lat |
Lau |
Lav |
Law |
Lax |
Lay |
Laz
Die Liste der Biografien führt alle Personen auf, die in der deutschsprachigen Wikipedia einen Artikel haben. Dieses ist eine Teilliste mit 13 Einträgen von Personen, deren Namen mit den Buchstaben „Laq“ beginnt.

## Laq

### Laqu
- Laqua, Horst (* 1943), deutscher Facharzt für Augenheilkunde und Hochschullehrer
- Laquay-Ihm, Ursula (* 1932), deutsche Malerin und Objektkünstlerin
- Laquer, Emily (* 1987), deutsche AktivistinEmily Laquer (* 1987)

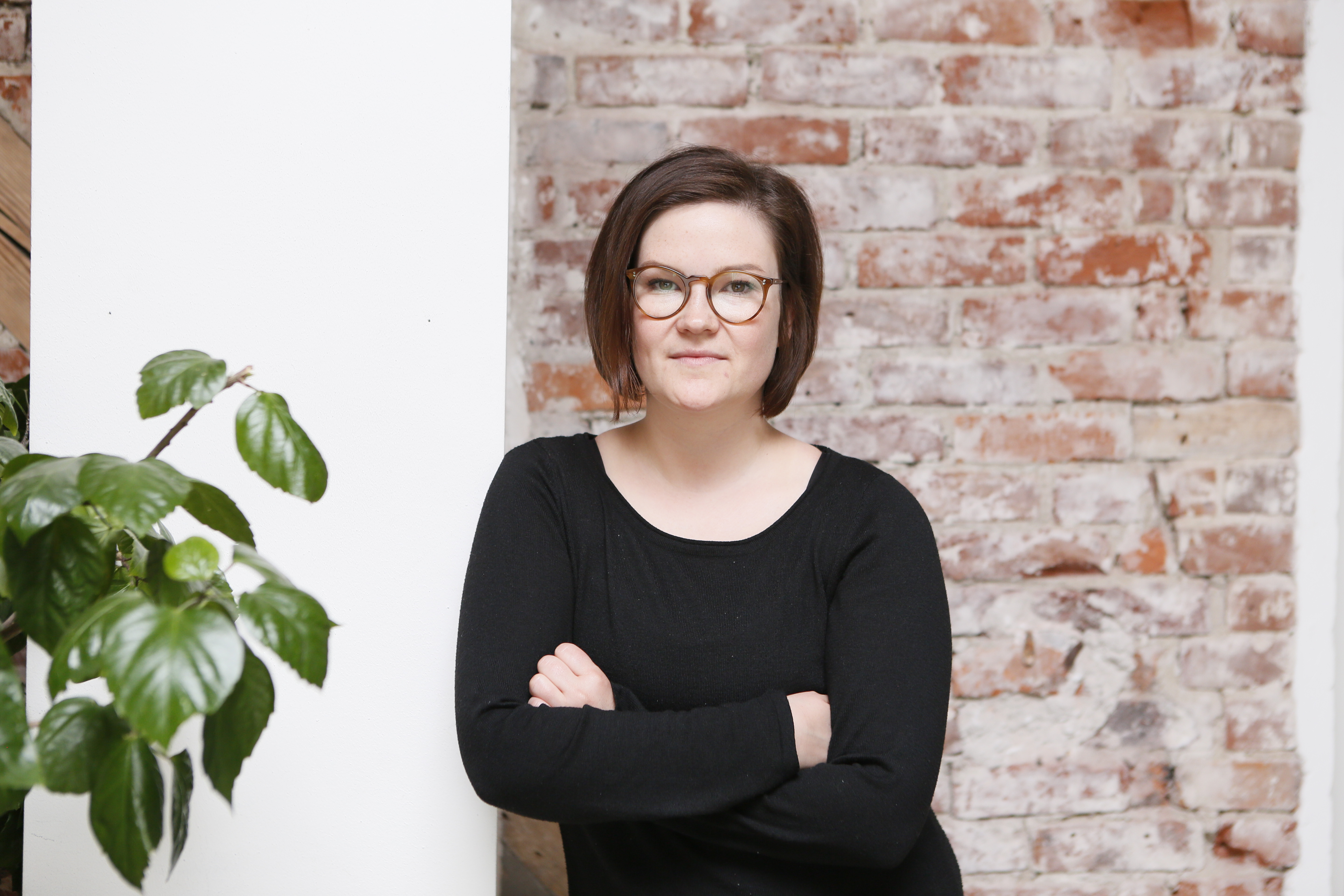
Emily Laquer (* 1987)

- Laqueur, August (1875–1954), deutscher Mediziner mit dem Spezialgebiet Physikalische Therapie
- Laqueur, Ernst (1880–1947), niederländisch-deutscher Mediziner und Pharmakologe
- Laqueur, Hans-Peter (* 1949), deutscher Osmanist
- Laqueur, Kurt (1914–1997), deutscher Diplomat
- Laqueur, Ludwig (1839–1909), deutscher Ophthalmologe
- Laqueur, Marianne (1918–2006), deutsche Kommunalpolitikerin (Bündnis 90/Die Grünen)
- Laqueur, Renata (1919–2011), Sprach- und Literaturwissenschaftlerin
- Laqueur, Richard (1881–1959), deutscher Althistoriker und Klassischer Philologe
- Laqueur, Thomas (* 1945), amerikanischer Wissenschaftshistoriker
- Laqueur, Walter (1921–2018), amerikanischer Historiker und Publizist deutsch-jüdischer Herkunft